# Praia da Vista Linda
A Praia da Vista Linda é um trecho da Praia da Enseada no bairro de Vista Linda que fica à 8 km do centro de Bertioga. 
Possui uma faixa de areia branca e dura com algumas manchas escuras. É circundada de casas de veraneio sendo bem arborizada com árvores diversas e coqueiros, e possui estacionamento. Em setembro de 2016, a praia estava classificada pela Companhia Ambiental do Estado de São Paulo como apropriada para o banho.  Essa classificação viria a ser alterada em janeiro de 2017, quando a praia foi considerada imprópria pelo mesmo organismo.